# Bois Bellin les Banes
Het Bois Bellin les Banes (ook wel Bois Bellin of Bois Belin) is een bosgebied van 12,15 hectare in de Belgische provincie Henegouwen.

## Ligging
Het bos is gelegen in de vallei van de Ligne in Balâtre, een deelgemeente van Jemeppe-sur-Sambre, tussen de dorpskernen van Balâtre en Boignée (Sombreffe). In het zuiden wordt het gebied begrensd door de Rue des Bancs die de gehuchten Balâtre en Boignée verbindt. Een kleine oppervlakte, vooral naaldbos, bevindt zich ten zuiden van deze weg. Ten noorden van het gebied ligt een landbouwzone die zich uitstrekt tot Tongrine.

## Flora
Het bosbestand is zeer divers en moeilijk te karakteriseren, het bestaat onder andere uit eik, haagbeuk, beuk, berk en esdoorn. De site herbergt een opmerkelijke populatie wrangwortel (Helleborus viridis subsp. occidentalis), een bedreigde plant in Wallonië. De zuidzijde van het bos bevat enkele rotsachtige kalksteenontsluitingen die de sporen dragen van verschillende ontginningen. In de loop van de geschiedenis zijn kleine steengroeven geopend in dit gebied zoals blijkt uit de huidige chaotische reliëf (ravijnen, keien, en dergelijke). De schaduwrijke rotswanden zijn begroeid met diverse mossoorten en verschillende varens, waaronder tongvaren (Asplenium scolopendrium). In het voorjaar is de ondergroei bedekt met wilde narcissen (Narcissus pseudonarcissus) en het bosbingelkruid (Mercurialis perennis). Daarnaast komen onder andere ook volgende plantensoorten voor: gele anemoon, grote keverorchis, mannetjesorchis en stijve naaldvaren.